# Bruce Wilhelm
Bruce Wilhelm  (nacido el 13 de julio de 1945) es un halterófilo y strongman estadounidense, primer y segundo ganador de El hombre más fuerte del mundo en 1977 y 1978. Escribió varios artículos sobre deportes de fuerza, y biografías de deportistas. También fue miembro de honor del Comité olímpico de EE. UU. por varios años.

## Vida deportiva

### Atletismo
Wilhelm fue atleta durante sus años de secundario, y fue campeón de este deporte en California en 1963. Años después comenzó a practicar lucha y salió en cuarto lugar en la categoría de pesos pesados en 1966. 
Durante los siguientes años Wilhelm se destacó en el lanzamiento de peso y estuvo entre los 10 mejores lanzadores de todo EE. UU., con marcas de hasta 20.12 m.

### Halterofilia
A comienzos de los años 70 Bruce Wilhelm comenzó a practicar halterofilia y fue campeón estadounidense en 1975 y 1976 en la categoría de más de 110 kg, y salió en quinto lugar en los Juegos olímpicos de Montreal 1976.

### El hombre más fuerte del mundo
En 1977 Wilhelm participó en el primer campeonato del hombre más fuerte del mundo con 53 puntos, y lo volvió a ganar al año siguiente. En los años 1980 Wilhelm colaboró en la reorganización de competiciones de strongman.
| El hombre más fuerte del mundo |                |                             |
| precedido por: -               | Primero (1977) | Sucedido por: él            |
| Precedido por: él              | Segundo (1978) | Sucedido por: Don Reinhoudt |

- Datos: Q4978469